# Jungitu
Jungitu (castellà Junguitu) és un poble (concejo) de la Zona Rural Est de Vitòria, al territori històric d'Àlaba.

## Geografia
Situat al nord-est del municipi, a 519 msm entre dos subafluents del proper riu Dulantzi, 8 km a l'est de la capital del municipi, 1,4 de Zurbano (Arratzu-Ubarrundia) i 2,3 de Zerio.
Al sud de l'A-1 i compta amb accés des de la carretera local A-3010 que travessa la localitat.

## Demografia
Té una població de 91 habitants. L'any 2010 tenia 84 habitants.
| 2000 | 2001 | 2002 | 2003 | 2004 | 2005 | 2006 | 2007 |
| ---- | ---- | ---- | ---- | ---- | ---- | ---- | ---- |
| 49   | 59   | 59   | 56   | 62   | 68   | 74   | 91   |

En 1802 comptava amb 28 veïns, 104 en 1960, 93 en 1970, 59 en 1978, 49 en 1981.

## Història
Lloc de la germandat de Vitòria i un dels 43 llogarets que s'uniren a Vitòria en diferents temps i ocasions i que en segregar-se en 1840 la Quadrilla d'Añana va romandre en la Quadrilla de Vitoria. Durant l'Antic Règim pertanyia a la diòcesi de Calahorra, vicaria de Vitòria i arxiprestatge d'Armentia.

## Patrimoni Monumental
- Església parroquial catòlica sota l'advocació de Sant Emilià (San Millán).[3]
- Casa palau de Landazuri, segle xviii.
- Casa blasonada amb l'escut dels Guevara amb escusó d'Ilarratza.
- Ermita de San Martín, antigament església parroquial del despoblat d'Ania, avui propietat comuna dels pobles de Jungitu, Arbulo, Matauku i Lubinao.